# ペルハム (オンタリオ州)

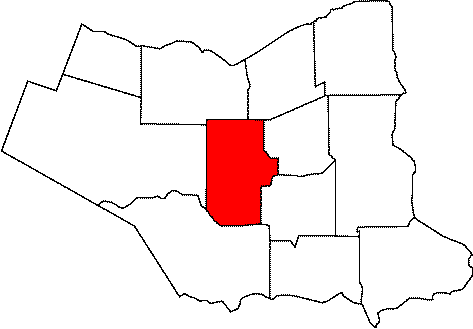
ナイアガラ地域内の位置

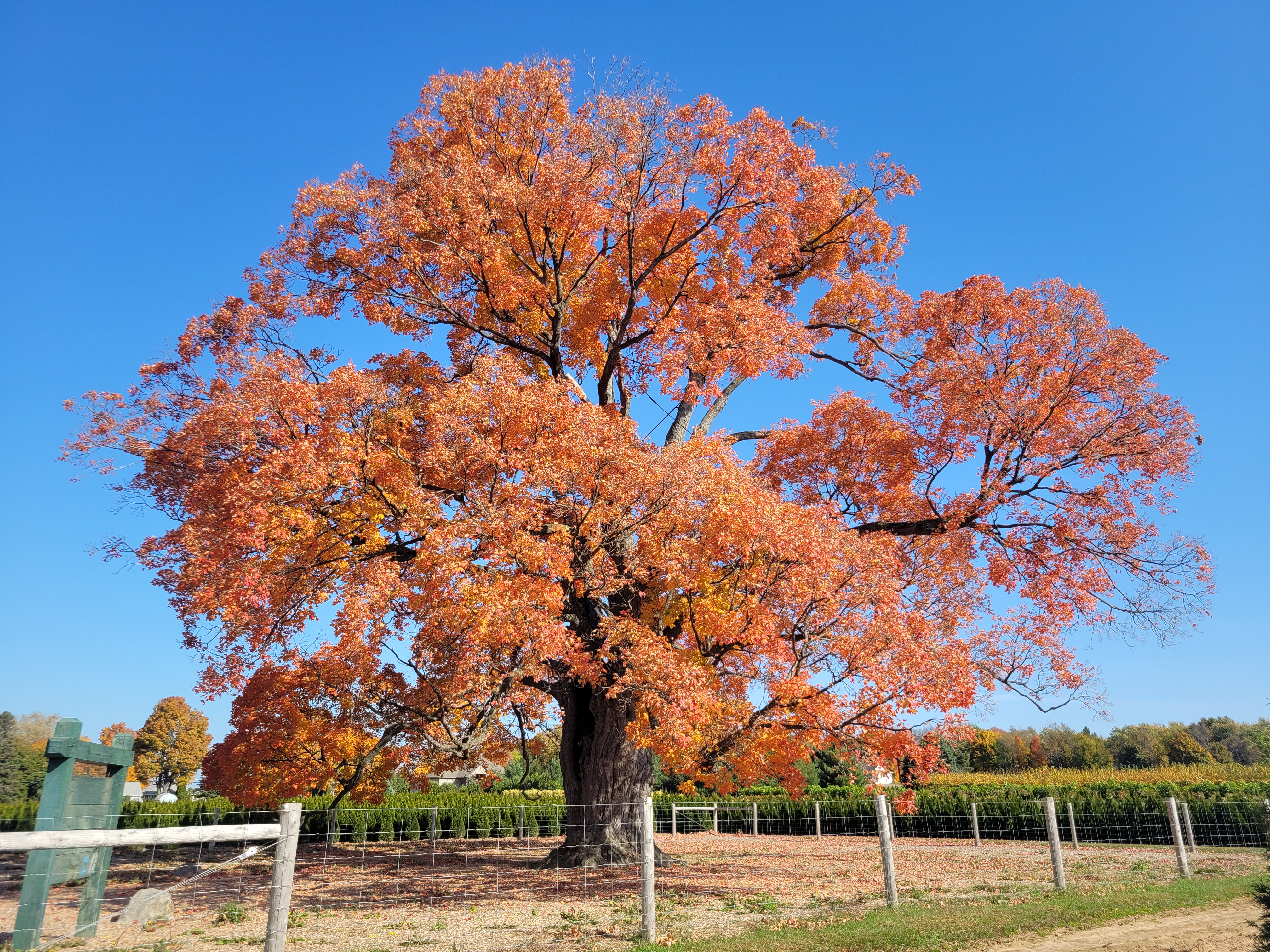
サトウカエデ, ペルハム (オンタリオ州)

ペルハム（英：Town of Pelham）は、オンタリオ州のナイアガラ地方に位置する人口1万5,272人（2001年統計）の町。

## 歴史
1780年代からペルハムはウェランド郡（Welland County）の一部であった。1812年の米英戦争時、町までは戦場とはならず、戦後、町の北部にある丘に大きな要塞を建てる計画が提案される。高台となる丘は絶好の防塞拠点となることから政府は3.6 km²（900 acres）の土地を買い上げた。
測量が行われた後、ウェリントン公爵の名からウェリントン・ハイト（高台）と呼ばれ、計画された場所の本拠地をキング・ジョージ・バッテリー（King George's Battery）と名づけられた。しかし、計画はたびたび順延され、1860年代に計画は立ち消えとなる。買い上げた土地は、農地として売られることとなった。
天気のよい日には、高台からトロントやハミルトン、ニューヨーク州の西部を望むことができる。スキー場を丘の北側に建設したことがあるが、商業的に失敗し、牧場へと戻された。
1970年に町は5つの歴史的な町と合併し、総面積126.42km²の町となる。この合併によって各町の農業と商業の交流を促すことになる。
- 合併した町（Fonthill、Ridgeville、Effingham、North Pelham、Fenwick）

## 観光
- コンフォート・メープル（Comfort Maple）

カナダで最も大きいメイプル・ツリー（砂糖楓）とされ、樹齢およそ500年と言われている。コンフォートの名は1816年にコンフォート家がこの木があるエリアの土地を買い上げたことに由来する。今では保護地区として、歴史的・生態学的に重要な場所となっている。このコンフォート・メープルと呼ばれるサトウカエデは、フェンウィック村（Fenwick）に位置する。
- ショートヒルズ州立公園（Short Hills Provincial Park）

町の北部、境界線に沿ってあり6.6km²の野生生物保護区域となっている。谷には氷河が堆積していたことがあり、後にショート・ヒルズ（"Short Hills"）と呼ばれる丘ができる。セント・ジョンズ保護地区（St. John's Conservation area）と呼ばれる地区もあり、魚がいる池やトレイルがある。
ゴルフ愛好者にとっても適した場所で、ゴルフコースが着実に増えている。最も歴史あるゴルフコースはウェランドの実業家グループが設立したルックアウト・ポイント（Lookout Point Golf and Country Club）である。